# Kniha Izajáš
Kniha Izajáš (hebrejsky ספר ישעיהו‎, Sefer Ješa'jahu) je kniha Starého zákona sepsaná ve složité poetické hebrejštině, která obsahuje proroctví připisovaná proroku Izajáši. Je ovšem sporné, zda je Izajáš autorem celé knihy; badatelé, historici, religionisté i teologové předložili o autorství jednotlivých kapitol několik různých teorií.

## Struktura knihy
Kniha Izajáš obsahuje cyklicky se opakující témata. Přesto ji však lze rozdělit na rozdílné tematické a strukturální celky.
1. Proroctví proti Judsku a Jeruzalému (kap. 1–5)
2. Kniha Immanuelova – povolání proroka Izajáše a proroctví o Mesiáši (kap. 6–12)
3. Proroctví proti pronárodům – národům, které žily okolo Izraele (kap. 13–23)
4. Velká apokalypsa (kap. 24–27)
5. Soužení, potrestání zlořádů a vykoupení Sionu (kap. 28–33)
6. Malá apokalypsa – proroctví o krveprolití v Edomu a návratu vykoupených (kap. 34–35)
7. Historická vsuvka o asyrském nebezpečí a králi Chizkijášovi (kap. 36–39)
8. Hospodinův pastýř Kýros a pomazaný Mesiáš (kap.40–48)
9. Povolání Služebníka Božího „Eved Jahve“ (kap. 49–55)
10. Obnova Jeruzaléma (kap. 56–64)
11. Nová země a nové nebe (kap. 65–66)

## Literární styl
Kniha Izajáš je psána převážně ve verších. Izajášova proroctví mají básnickou podobu a obsahují velké množství hebrejských výrazů, o jejichž významu a překladu nepanuje mezi odborníky shoda.
Výjimku v básnickém stylu tvoří kapitoly 36–39, kde převažuje próza (vyprávění). Jde o historickou vložku z období vlády krále Chizkijáše, která odděluje první část, tzv. „proto-izajáše“, od části druhé, tzv. „deutero-izajáše“. Až do této prozaické části převažují v proroctvích odsouzení a varování před zkázou; po náboženské reformě a pokání krále Chizkijáše pak v knize nalezneme spíše zaslíbení o záchraně a vykoupení Sionu.

## Témata knihy Izajáš
Mezi základní témata Knihy Izajáš patří:
- obhajoba Božího práva spojená s kritikou útlaku chudých
- vyvolení Sionu, proti němuž útočí ostatní národy
- Bůh pojímaný jako mysterium tremendum, děsivé posvátno
- spása, jež přichází pouze od izraelského Boha Jahve
- očekávání Mesiáše vázaného na davidovskou linii
- utrpení spravedlivých, kteří budou později oslaveni Bohem

### Zpěvy o služebníku Hospodinově
Kniha Izajáš obsahuje 4 zpěvy (původně možná jednotné a později rozdělené a včleněné do jednoho spisu), které pojednávají o Služebníku Hospodinově, hebrejsky „Eved Jahve“. Jde o tyto pasáže:
- 42:1–4 (9)
- 49:1–6
- 50:4–9 (11)
- 52:13–53; 12

Služebník, „Eved Jahve“, je vyvolen Hospodinem, obdařen Jeho Duchem a poslaný Izraeli a ostatním národům, aby hlásal právo. Při tomto svém poslání narazí na odpor, ale jeho utrpení a smrt přinášejí spásu. Titul Služebník není ve Starém zákoně neznámý, avšak odborníci se neshodují ve výkladu, koho nebo co tento pojem vlastně označuje. Existuje několik výkladů:
1. Výklad kolektivní: Služebníkem je sám Izrael nebo jeho ideální část
2. Výklad individuální: Služebník je buď historická osobnost (Jeremjáš, Deutero-Izajáš), nebo eschatologická osobnost (Mesiáš – Spasitel)
3. Výklad kolektivně-individuální: Služebník je jedinec, který zastupuje celé společenství

#### Filosofie Eved Jahve
Zpěvy o Eved Jahve jsou zvláštní tím, že vysvětlují obrácené chápání běžných lidských hodnot. Spravedlivý zde není odměněn, ale ztroskotá, a tímto ztroskotáním splní svůj úkol, neboť prokáže svou věrnost a pokoru Bohu. Křesťané tyto texty vykládají jako proroctví o Božím služebníku Ježíšovi, která se v jeho smrti naplnila.

### Náboženská reforma
Kniha Izajáš se zaobírá čistotou kultu boha jediného v Jeruzalémě. Poeticky popisuje odpadlické uctívání Hospodina a vyhlašuje konec „starým obětem“.
„K čemu je mi množství vašich obětních hodů, praví Hospodin. Přesytil jsem se zápalných obětí beranů i tuku vykrmených dobytčat, nemám zájem o krev býčků, beránků a kozlů. Že se mi vůbec chodíte ukazovat! Kdo po vás chce, abyste šlapali má nádvoří? Nepřinášejte už šalebné obětní dary, kouř kadidla je mi ohavností, i novoluní, sabatní dny odpočinku a svolaná shromáždění; ničemnost a slavnostní shromáždění nemohu vystát. Z duše nenávidím vaše novoluní a slavnosti, jsou mi jen na obtíž. Jsem vyčerpán, když je musím snášet! Když roprostíráte své dlaně, zakrývám si před vámi oči. Ať se modlíte sebevíc, neslyším. Vaše ruce jsou celé od krve.“
– Izajáš 1:11–15

Bůh však spolu s tím nabízí nevěrnému lidu pokání a změnu srdce.
„Omyjte se, očistěte se, odkliďte mi své zlé skutky z očí, přestaňte páchat zlo. Učte se činit dobro... Pojďte, projednejme to spolu, praví Hospodin. I kdyby vaše hříchy byly jako šarlat, zbělejí jako vlna...“
– Izajáš 1:17–18

#### Historický kontext reforem
Časté zmínky v Knize Izajáš o chrámovém kultu (např. 36,7; 43,23–24; 56,7; 60,7) a kritika některých poměrů v Judei vedla historiky a teology k tomu, že dané části musely vzniknout v době krátce před, během nebo krátce po reformním úsilí jahvistického kultu. Mnozí zasazují tyto pasáže do doby krále Chizkijáše, který je v knize vysloveně zmíněn a setkal se právě s prorokem Izajášem (viz kapitoly 36–39). Chizkijáš provedl očistu izraelského náboženství, čímž zastavil vpád Asyřanů a získal od Izajáše prorocké požehnání (37,21–35).

## Teorie o autorství knihy

### Teorie o Izajášovu žákovi
Jednou z teorií o autorství Knihy Izajáš je ta, že historický Izajáš je autorem celé knihy kromě kapitol 36–39. Ty jsou na rozdíl od zbytku knihy napsané prózou (formou historického vyprávění) a popisují tytéž události jako kapitoly 18–20 2. Knihy královské a kapitoly 29–32 knihy 2. Paralipomenon.
Někteří bibličtí vědci a teologové se proto domnívají, že jde o text sepsaný Izajášovým žákem: postava Izajáše ve vyprávění těchto 3 kapitol totiž vystupuje jako samostatná osoba v příběhu. Podobně jsou na tom i krátké úvody jednotlivých Izajášových zjevení, jako například verše 1,1 a 7,1–6. 

#### Kritika teorie o Izajášovu žákovi
Kritici této teorie poukazují především na to, že kniha byla nejspíše jako celek napsána Izajášem, s pouhou redakcí (úpravou struktury textu) některého pozdějšího vzdělance, možná Izajášova žáka. Mezi jejich hlavní argumenty podporující tuto teorii patří to, že i prorok Izajáš sám o sobě někdy v odlišných částech mluví ve třetí osobě a plynule přechází k osobě první. Jednotlivé úvody Izajášových zjevení jsou psány oběma styly, například úvodní verše kapitoly 7 a kapitoly 8, tudíž nelze s jistotou říci, zda Izajáš nepoužil své jméno jako součást historického vyprávění.

### Teorie o dvou autorech
Až do 18. století byla kniha Izajáš připisována Izajášovi a chápána jako celistvé dílo. S tímto názorem se lze setkat i dnes, s rozvíjející se biblickou kritikou však přibývá lidí, kteří se domnívají, že se kniha skládá z více odlišných částí. Text nicméně podle této teorie nevznikl prostým spojením samostatných textů, ale mnohem složitěji jako výsledek jednotícího redakčního zpracování. Jednoznačná odpověď na otázku vzniku textu však není známa ani dnes po lingvistickém bádání s využitím kybernetiky.

#### Deutero-Izajáš
Pojmem Deutero-Izajáš, v překladu „druhý Izajáš“, se označuje druhá část knihy, sepsaná podle teorie o více autorech nějakým mladším prorokem ke konci babylonského zajetí, jehož spis byl přiřazen k dílu Izajášovu. Jde o kapitoly 40–66, popřípadě 40–55 v případě Trito-izajáše (viz níže). Toto rozlišení zavedl jako první německý biblista Döderlein v 19. století. Zmínka perského krále Kýra je jedním z důvodů, proč autoři zařazují tuto část do 2. poloviny 6. století př. n. l.
Kapitoly 40–48 se zajímají spíše o Jákoba-Izraele a tematiku tvoří návrat ze zajetí, nový exodus slavnější než ten prvý, exodus z Egypta. Kapitoly 49–55 pojednávají o Jeruzalému a Siónu a nalezneme v nich tematiku stvoření, zřejmě adresovanou zajatcům neustále obklopených babylónskými kosmogonickými mýty.

### Teorie o třech autorech
S postupným rozborem a rozdělováním izajášovského textu na všelijaké části došlo v moderní době k vytvoření teorie o tom, že část tzv. Deutero-izajáše (konkrétně kapitoly 56–66) nejsou dílem neznámého proroka z doby babylonské, nýbrž dalšího proroka z doby po babylonském zajetí.

#### Trito-Izajáš
Kapitoly 56–66 oddělil od Deutero-Izajáše biblista Duhm a přisoudil je neznámého prorokovi, kterého označil jménem Trito-Izajáš. Jde podle něj o sbírku různých prorockých výroků od vícera autorů z různých období, převážně ale z doby po návratu ze zajetí.
Tato skupina proroctví se vypořádává se zklamáním, že naděje nebyly uskutečněny a lid se ani přes svou zkušenost neobrátil. Velmi se soustředí na chrámový kult, čímž je blízká knize Ezechiel.

### Kritika teorie ovíce autorech
Teorie o dvou nebo třech různých autorech je v dnešní době vystavena kritice, která stojí na pěti hlavních bodech:
- Izajášův styl psaní se mění i v průběhu samotných částí (Proto-Izajáše, Deutero-Izajáše) podle toho, o čem pojednávají. Prorocké části jsou tudíž formulované odlišně než apokalyptické pasáže apod. V obou, reps. všech 3 částech knihy Izajáš převažuje poetický jazyk.
- Původci teorie o několika autorech staví své bádání na tom, že Proto-Izajáš prorokuje o babylonském zajetí a vítězství babylonské říše, zatímco Deutero-Izajáš o vysvobození z Babylonu a pádu říše rukou Médů a později i Peršanů. Problémem této teorie je však samotná kniha, kde se obě tematické části prolínají. Třináctá kapitola, Proto-Izajáš, pojednává celá o vyvrácení a zničení Babylona, což by správně mělo odpovídat pozdějším tématům, deutero-izajášovi. Příkladem mohou být verše 1: „Výnos o Babylonu, který přijal Izajáš, syn Ámosův“, 19: „Babylon, skvost mezi královstvími, pyšná krása Chaldejců, dopadne jako Sodoma a Gomora, vyvrácené Bohem“, 22: „V jeho palácích budou výt hyeny a v chrámech rozkoše šakalové – jeho čas se přiblížil, dny mu nebudou prodlouženy“ a další. Taktéž kapitola 21, Proto-Izajáš, pojednává o pádu Babylonu, jak je vidět ve verši 9: „Hle, tu přijíždí vůz, muž, koňské spřežení! On hlásí Padl, padl Babylon a všechny tesané modly jeho božstev.“ Proroctví o obléhání Médů ve spojení s pádem babylonské říše nacházíme například ve verši 21,2: „Přitáhni, Elame, oblehni, Méde!“
- Téma o záchraně „pozůstatku“ nebo „výhonku“ Izraele, např. ve verši 14,1 „Vždyť Hospodin se slituje nad Jákobem a znovu vyvolí Izrael“, a jeho znovuzřízení z poroby, které by mělo být součástí textu Deutero-Izajáše, nacházíme v textu údajně před-babylonského Proto-Izajáše, konkrétně v Izajášovi 6:13, 10:20–23, 11:11–16, 24:13, 28:5, 23–29 a 37:31.
- Jedním z důvodů, proč je badateli zavrhováno stáří „deutero-izajášovských“ textů, je také zmínka jména Kýra II. Velikého, který v době Izajáše ještě nežil. Někteří badatelé však poukazují na to, že jméno Kýros znamená něco jako „ten, který je podobný slunci“ nebo v řecké podobě Kuros pouze „Slunce“ a bylo užíváno pro více různých osob – například v původním jazyce také pro otce Kýra, Kambýse I.
- Ve Starém zákoně se nachází velké množství rozličných prorockých knih, z nichž mnohé pocházejí z téměř totožného historického období a některé mají dokonce pouhých několik kapitol. Z biblického hlediska tudíž není důvod, proč by měl být spis novějšího proroka, Deutero-Izajáše, přiřazen anonymně k více než sto let staršímu spisu.

## Izajáš v Knize Mormonově
Kniha Izajáš hraje významnou roli i v mormonismu. Základní kniha tohoto náboženství, Kniha Mormonova, obsahuje mnoho kapitol vzatých zcela nebo částečně z Knihy Izajáš. Kapitoly 2–14 a 50–51 nalezneme v knize 2. Nefi, kapitoly 48 a 49 v knize 1. Nefi, kapitoly 52 a 54 v knize 3. Nefi a kapitolu 53 v knize Mosiáš. Zároveň s tím obsahuje Kniha Mormonova velké množství samostatných veršů z knihy Izajáš, stejně jako zmínek o proroku Izajášovi (např. Helaman 8:20).
Mormoni věří, že jeden z proroků Knihy Mormonovy Nefi odvezl s sebou desky s Izajášovými proroctvími na americký kontinent a používal text jako podobenství o svém rodu.
„(A já Nefi) četl jsem (svým bratrům) to, co bylo napsáno prorokem Izaiášem; neboť jsem vztahoval všechna písma na nás, aby nám mohla býti ku prospěchu a k poučení. Pročež jsem k nim promluvil řka: ‚Slyšte slova prorokova, vy, kteří jste zbytkem domu Izraele, větví, jež byla odlomena; slyšte slova prorokova, jež byla napsána pro celý dům Izraele, a vztahujte je na sebe, abyste měli naději, stejně jako vaši bratří, od nichž jste byli odlomeni; neboť podle tohoto způsobu prorok píše.‘“
– 1. Nefi 23b–24

Izajášovský text v Knize Mormonově obsahuje drobné odlišnosti, které jsou výsledkem překladu mormonského zakladatele Josepha Smithe.